# Demonul perversității
„Demonul perversității” (în engleză The Imp of the Perverse) este o povestire care începe ca un eseu și care a fost scrisă de poetul și prozatorul american Edgar Allan Poe. Ea discută impulsurile autodistructive ale naratorului, concretizate prin metafora simbolică a „demonului perversității”. Naratorul descrie acest spirit ca un impuls care tentează o persoană să facă acțiuni „numai pentru că simțim că nu ar trebui să le săvârșim”.

## Rezumat
Naratorul explică pe larg teoria sa cu privire la „demonul perversității”, despre care crede că-i face pe oameni să comită acte împotriva propriului lor interes. Această discuție similară cu un eseu este prezentată într-un mod obiectiv, deși naratorul recunoaște că el este „una dintre nenumăratele victime ale Demonului Perversității”. El explică apoi cum condamnarea sa pentru omor a fost rezultatul acestui impuls.
Naratorul a ucis un om folosind o lumânare care emitea vapori otrăvitoare. Victimei îi plăcea să citească noaptea în pat și, folosind lumânarea pentru a lumina cartea, a murit în camera lui slab ventilată. Nicio dovadă nu a rămas în urmă, făcându-l pe medic legist să creadă că moartea omului este „voia lui Dumnezeu”. Naratorul moștenește averea omului și, știind că nu poate fi prins, se bucură de beneficiile actului său criminal timp de mai mulți ani.
Nesuspectat, naratorul se liniștește ocazional repetându-și: „Sunt în siguranță”. Într-o zi, el observă că va rămâne în siguranță doar dacă nu este suficient de nebun încât să-și recunoască vina. Spunând aceasta, totuși, el începe să se întrebe dacă este capabil de mărturisească. El fuge speriat pe străzi, trezind suspiciuni. Când se oprește în cele din urmă, se simte lovit de un „demon nevăzut”. El își dezvăluie secretul „foarte limpede”, dar cu o grabă ca și cum s-ar fi temut să nu fie întrerupt. Este judecat rapid și condamnat pentru crimă la moarte prin spânzurare.

## Istoricul publicării
Povestirea „Demonul perversității” a fost publicată pentru prima dată în ediția din iulie 1845 a revistei Graham's Magazine. O versiune ușor revizuită a apărut în almanahul literar bostonian May-Flower pentru anul 1846.
Prima traducere în limba română a fost realizată de N.D. și publicată în ziarul Viitorul din București, anul II, 1908, nr. 407, pp. 56. Povestirea a fost tradusă apoi de Nicolae Dașcovici (publicată în vol. Povestiri Extraordinare, editat în 1911 de Editura Cartea Românească din București, în Biblioteca „Minerva”, nr. 118) și de Mihu Dragomir și Constantin Vonghizas (publicată în vol. Scrieri alese, editat în 1968 de Editura pentru Literatură Universală din București, pp. 507-513, fiind reeditată și de alte edituri). O altă traducere a fost realizată de Liviu Cotrău și publicată în volumul Misterul lui Marie Rogêt și alte povestiri, editat în 2005 de Editura Polirom din Iași și reeditat de mai multe ori.

## Analiză
„Demonul perversității” începe mai degrabă ca un eseu decât ca o operă de ficțiune, un format pe care Poe îl folosise anterior în „Îngropat de viu”. Ea este, prin urmare, mai puțin despre o intrigă și mai mult despre o teorie. Poe descrie astfel această teorie:
„Ne aflăm pe marginea unei prăpăstii. Privim în adâncuri - și iată că ni se face rău, amețim. Primul impuls este să ne dăm înapoi din fața primejdiei. Și totuși, rămânem pe loc. ... nu e decât un gând, însă un gând înspăimântător, care ne îngheață până în măduva oaselor prin plăcerea sălbatică ce ne inspiră groaza lui. Este doar gândul că, dacă am cădea de la o astfel de înălțime, am putea ajunge să simțim senzațiile din timpul prăbușirii. ... această rapidă nimicire o dorim acum din toată inima.”
Lucrarea teoretizează că toți oamenii au tendințe auto-distructive, inclusiv naratorul. Mărturisirea finală a naratorului că este un criminal nu este inspirată de un sentiment de vinovăție, ci, în schimb, din dorința de a-și recunoaște acțiunile sale deși știe că nu ar trebui.
Teoria lui Poe despre demonul perversității poate fi, de asemenea, noțiuni timpurii ale subconștientului și reprimării psihologice care nu vor fi teoretizate pe deplin până la Sigmund Freud.
Multe dintre personajele lui Poe au un eșec în a rezista demonului perversității - inclusiv criminalul din „Pisica neagră” și naratorul din „Inima care-și spune taina”. Opusul acest impuls este văzut în personajul C. Auguste Dupin al lui Poe care demonstrează o rațiune și o analiză profundă. Unul dintre primele exemple, care precede „Demonul perversității”, se află în romanul Aventurile lui Arthur Gordon Pym. Într-o scenă, personajul principal este copleșit de o dorință copleșitoare de a se lăsa să cadă de pe o stâncă abruptă.
În plus, oamenii de știință și criticii sugerează că Poe a avut propriul său demon al perversității. Jeffrey Meyers, biograful lui Poe,  a scris-o pentru a-și justifica propriile acțiuni autodistructive. James M. Hutchisson a afirmat că povestirea reflectă gelozia și sentimentul de trădare al lui Poe, care a dus la vrajba sa publică cu Henry Wadsworth Longfellow și cu cultura literară din New England; așa-numitul „război Longfellow” a avut loc în același timp cu scrierea povestirii „Demonul perversității”. Trei luni după ce povestirea a fost publicată, Poe a atacat cercul literar din Boston prin încercarea de a-i face o farsă prin citirea obscurului său poem „Al Aaraaf” la o prelegere. Biograful Daniel Stashower sugerează că încercarea lui Poe de a provoca publicul și a se înstrăina de el a fost inspirată de propriul demon al perversității.

## Răspuns critic
Poe a afirmat în ediția din decembrie 1845 a revistei Broadway Journal că publicația Nassau Monthly a Princeton College a criticat aspru „Demonul perversității”. Numind-o „farsă”, criticul a remarcat că linia de raționament a scriitorului despre această idee filosofică a fost dificil de urmat. „El o urmărește din pustia frenologiei în cea a transcendentalismului, apoi în cea a metafizicii în general; apoi pe parcursul a mai multor pagini obositoare în câmpul deschis al filozofiei inductive, unde o încolțește în cele din urmă, și apoi o împinge fără milă la moarte cu un băț lung”.